# Strohflechterei

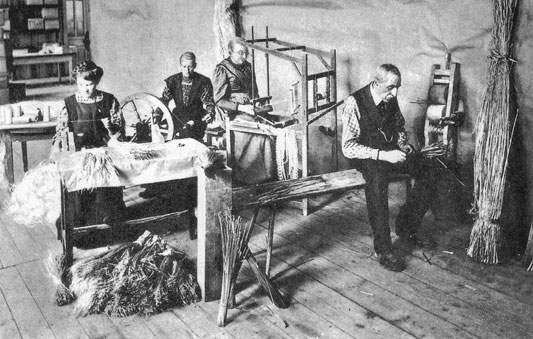
Stroh- und Geflechtindustrie in Wohlen (Aargau) um 1900. Das vom Feld kommende Roggenstroh wird für die maschinelle Weiterverarbeitung vorbereitet.

Die Strohflechterei ist ein Kunsthandwerk, bei dem aus Stroh und anderen natürlichen Rohstoffen Gegenstände wie Hüte, Kappen, Taschen, Schuhe, Tressen oder Hutschmuck hergestellt werden. Das Stroh stammt vom Sommerweizen oder Sommerroggen. Es wird gespalten, geflochten, gebleicht und schließlich geplättet.
Wurde das Handwerk zunächst noch weitgehend in Heimarbeit von der ländlichen Bevölkerung betrieben, so entwickelte sich in der ersten Hälfte des 19. Jahrhunderts in einigen landwirtschaftlich geprägten Regionen Europas daraus ein blühender Industriezweig, der sich vor allem auf die Produktion von Strohhüten konzentrierte und teilweise bis in die 1970er Jahre Bestand hatte.
Zentren der Strohverarbeitung waren Bedford, Hertford und Luton in England, die Toskana, Venetien und die Lombardei in Italien sowie Niedersachsen, der Schwarzwald, Schlesien und das Allgäu in Deutschland. Die größte Bedeutung hatte die Strohindustrie jedoch in der Schweiz und insbesondere in der Region Wohlen im Südosten des Kantons Aargau.

## Verarbeitung

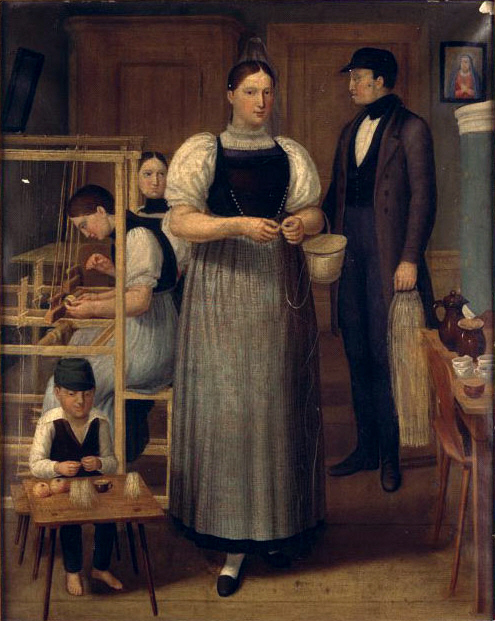
Freiämter Strohflechterfamilie im Aargau, um 1840

Die Bauern schnitten die Halme kurz vor der Reife mit Sichel oder Sense und legten sie bei guter Witterung auf dem Feld zum Trocknen aus (bei schlechtem Wetter hängten sie die Halmenbüschel in der Scheune auf). Die getrockneten Halme wurden von Blättern und Blattscheiden befreit und mit Schwefel gebleicht. Anschließend schnitt man die Halmspitzen bis zum ersten Knoten ab und sortierte die Halme nach ihrer Dicke. Dies geschah mit einem Halmensieb, einem rechteckigen Holzkasten mit auswechselbaren Siebböden. Die Bauern verkauften die vorbereiteten und vorsortierten Strohhalme an einen Fergger (Zwischenhändler), der von Hof zu Hof zog.
Noch im ersten Viertel des 19. Jahrhunderts führte man vielerorts auch die nachfolgenden Verarbeitungsprozesse in Heimarbeit durch, bis sich dann die (halb-)maschinelle Weiterverarbeitung in Fabrikbetrieben durchsetzte. Mit einem Halmenreißer wurden die Strohhalme der Länge nach aufgeschlitzt und flachgedrückt, danach säuberte man mit dem Halmenschaber die Innenseite vom Mark. Die angefeuchteten oder eingefetteten Halme wurden anschließend in einer Halmreibe (zwei in einem massiven Rahmen eingespannte Hartholzwalzen mit Kurbel und Pressbalken) hin- und hergezogen, um sie zu glätten und geschmeidiger zu machen.
Mit einem Halmenreißer konnten auch schmale Strohstreifen gerissen werden und in einem Zwirnprozess zu feinen Schnürchen verarbeitet werden. Diese dienten als Ausgangsmaterial für Dekorationen. Gespaltene und ausgewalzte Strohstreifen wurden auch auf Japanpapier und Baumwollgewebe geklebt, aus den so entstandenen Strohplatten konnten mit entsprechenden Apparaten verschiedene Tier- und Pflanzenmotive gestanzt oder gepresst werden. Auch war es möglich, aus Strohschnürchen netzartige Geflechte herzustellen, die mit Motiven und Ornamenten bestickt wurden.
Die Einführung modifizierter Jacquard-Webstühle zur Weiterverarbeitung der Strohhalme führte um 1830 zur Ablösung des bisherigen Verlagssystems. Das Fabriksystem setzte sich rund zehn Jahre später mit dem Einsatz von Flechtmaschinen endgültig durch. Zusammen mit Baumwolle, Hanf, Rosshaar, Bast, Seide und Ramie ergaben sich vor allem in der Hutproduktion unzählige Möglichkeiten zur Gestaltung. Zu Beginn des 20. Jahrhunderts kamen auch halbsynthetische Materialien wie z. B. Cellophan, Manilahanf oder Viskose hinzu.

## Museen
Einen Eindruck von der einstigen wirtschaftlichen Bedeutung und dem vielfältigen Einsatz von Stroh vermitteln unter anderem das Museum der Strohverarbeitung in Twistringen, das Schweizer Strohmuseum in Wohlen (Schweiz), das Hutmuseum in Lindenberg (Bayern) und das Halmens Hus in Bengtsfors (Schweden).

## Immaterielles Kulturerbe der Menschheit
2022 wurde Strohflechterei in Belarus, Kunst, Handwerk und Fertigkeiten von der UNESCO in die Repräsentative Liste des immateriellen Kulturerbes der Menschheit aufgenommen.